# Ferdinand Braun
 (mai 2018).
Pour les articles homonymes, voir Braun et Ferdinand Braun (écrivain).
Karl Ferdinand Braun (né le 6 juin 1850 à Fulda, électorat de Hesse  et mort le 20 avril 1918 à New York, États-Unis) est un physicien allemand. Il fut, avec Guglielmo Marconi, colauréat du prix Nobel de physique de 1909 « en reconnaissance de leurs contributions au développement de la télégraphie sans fil ».

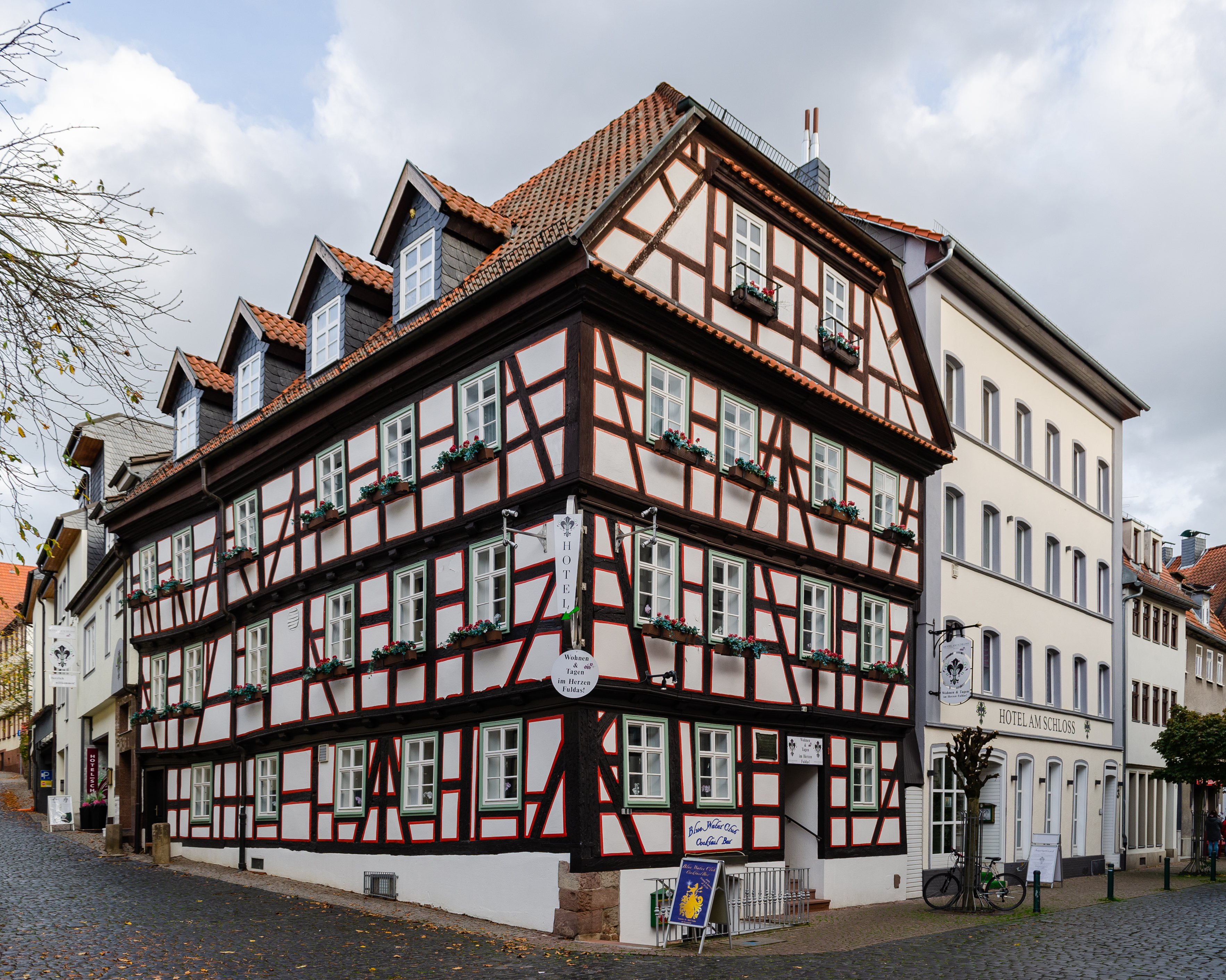
Le lieu de naissance de Ferdinand Braun à Fulda

## Biographie
Il soutient une thèse sous la direction de Hermann Ludwig von Helmholtz en 1872 à Berlin. Il vient une première fois à l'université de Strasbourg, pour deux ans en 1880 comme professeur invité (extraordinarius) ; il revient définitivement, en 1895, comme professeur (ordinarius) directeur de l'Institut de physique. Il se rend à New York en 1915 pour témoigner dans un procès en reconnaissance de brevet en radio-électricité. Il est arrêté et retenu pour sa nationalité allemande par les autorités américaines et meurt avant la fin de la guerre, en 1918.

## Travaux
Physicien intéressé surtout par la physique fondamentale, plusieurs de ses travaux furent à l'origine d'applications intéressantes.
Dès l'âge de 25 ans, en 1874, il établit que la galène (sulfure de plomb) ne respecte pas la loi d'Ohm : dans certaines conditions elle ne conduit pas l'électricité de la même manière suivant qu'on applique une tension dans un sens ou dans un autre.
Professeur à l'université de Strasbourg (il eut Jonathan Zenneck comme élève), il s'intéressa aux phénomènes électriques rapides et pour pouvoir les étudier, il développa en 1897 un tube cathodique particulier, dit « tube de Braun ». Son invention mena rapidement au développement de l'oscilloscope, qui plus tard allait permettre  de réaliser les tubes cathodiques des téléviseurs, puis des premiers écrans d'ordinateurs. Braun exploita son invention dans la société « Professor Braun Telegrafen GmbH » qui deviendra plus tard « Telefunken AG ».
Il se lance en 1898 dans la transmission sans fil (TSF). À cette époque, les dispositifs radio de Guglielmo Marconi ont une portée limitée à 15 km, insuffisante pour des applications pratiques. Dans ces radios, sans amplificateur, l'antenne est une partie intégrante du circuit d'accord. Utilisant ses connaissances en physique, Braun sépare l'antenne du circuit d'accord en utilisant entre eux un couplage inductif. Il supprime ainsi l'étincelle des circuits limitant les pertes d'énergie et augmentant la sensibilité. Il brevette, en 1899, son système qui permet de couvrir à Cuxhaven une distance de 62 km.
En 1906, il utilisa sa connaissance des propriétés de conduction de la galène pour imaginer un redresseur, que l'on peut considérer comme l'ancêtre de la diode moderne, qui permit l'essor du poste à galène.
Le prix Nobel de physique de 1909 lui a été attribué, avec Guglielmo Marconi, pour ses travaux sur la télégraphie sans fil.